# Bullet (Misfits)
Bullet è il primo EP, nonché la seconda pubblicazione, del gruppo punk Misfits. È stato auto-prodotto e distribuito dalla Plan 9 Records, casa discografica di proprietà della band, con il numero di catalogo PL1001. Registrato nel gennaio 1978 presso lo studio di registrazione C.I. Recording, è uscito in commercio nel giugno dello stesso anno.
La copertina ed alcuni dei testi del disco hanno come soggetto l'omicidio di John Kennedy. L'interesse del cantante Glenn Danzig riguardo alla vita e la morte di Kennedy, nonché alla vedova, Jackie O, ha ispirato sia le tracce che la copertina. Quest'ultima raffigura una foto di Kennedy in una macchina decappottabile con uno schizzo rosso sangue dietro la testa.
Jerry Only e Bobby Steele, membri del gruppo, hanno dichiarato che We Are 138 è basata sul film di George Lucas del 1971, THX 1138, ciò nonostante Danzig neghi,  anche se alcuni dicono che egli neghi solo per contraddire Jerry. Hollywood Babylon pare essere basata sull'omonimo libro di Kenneth Anger.
Le tracce sono state registrate nella sessione per Static Age, album che non è stato pubblicato per oltre vent'anni.

## Tracce
Lato A
Testi e musiche di Glenn Danzig.
1. Bullet – 1:37
2. We Are 138 – 1:40

Lato B
Testi e musiche di Glenn Danzig.
1. Attitude – 1:28
2. Hollywood Babylon – 2:17

## Formazione
- Glenn Danzig – voce, chitarra
- Franché Coma – chitarra, voce secondaria
- Jerry Only – basso, voce secondaria
- Mr. Jim – batteria
- Dave Achelis – audio engineer